# Regina Orozco
Regina Orozco, née à Mexico en 1964, est une actrice mexicaine de cinéma et de télévision.

## Filmographie
Au cinéma
- 1991 : Sólo con tu pareja d'Alfonso Cuarón
- 1992 : Objetos perdidos d'Eva López Sánchez
- 1993 : Dama de noche d'Eva López Sánchez
- 1993 : La vida conyugal de Carlos Carrera
- 1995 : Mujeres insumisas d'Alberto Isaac
- 1996 : De tripas, corazón d'Antonio Urrutia
- 1996 : El amor de tu vida S.A. de Leticia Venzor
- 1996 : Carmin profond d'Arturo Ripstein
- 1997 : Perdita Durango d'Álex de la Iglesia
- 1998 : La venganza de Desdemona de Celia Varona
- 1999 : Santitos d'Alejandro Springall
- 2001 : Circosis  de Celia Varona
- 2003 : Zurdo de Carlos Salcés
- 2004 : A Silent Love de Federico Hidalgo
- 2005 : Hasta que la muerte los separe d'Alex Volovich
- 2006 : Los pajarracos de Hector Hernandez et Horacio Rivera
- 2006 : Efectos secundarios d'Issa López
- 2007 : Entre Caníbales de Rodrigo González

À la télévision
- 1998 : La casa del naranjo
- 2001 : Lo que callamos las mujeres